# ダニエレ・ポルタノーヴァ
ダニエレ・ポルタノーヴァ（Daniele Portanova, 1978年12月17日 - ）は、イタリア・ローマ出身の元サッカー選手。現役時代のポジションはDF。

## 経歴

### キャリア初期
ASローマの下部組織に所属していたが、1997年にUSフェルマーナに移り、1997-98シーズンにセリエC1でトップチームデビュー。1998年に当時セリエBのジェノアCFCへ移籍するも、レギュラー定着はできずにレンタル移籍を繰り返す。2000年に加入したFCメッシーナでようやくレギュラーに定着し、セリエC1からBへの昇格に貢献。
2003年に移籍したセリエB（当時）のSSCナポリでも定位置を掴むも、クラブが破産によりセリエC1へ降格。1年でチームを去ることになったが、2004年に移籍したACシエーナではセリエAデビューを果たした。同クラブで5シーズンに亘って主力としてプレーした後、2009年8月19日にボローニャFCへ移籍した。移籍後も引き続き主力として活躍した。

### 八百長スキャンダル
2012年に発覚した八百長スキャンダルにより、イタリアサッカー連盟から6カ月の出場停止処分を受けた。2011年5月22日のASバーリとのリーグ最終戦において八百長に関与した疑いで、当初検察からは3年間の出場停止処分を求刑されていたが、上訴の結果により最終的な処分は4カ月に軽減され、前半戦はほぼ全休だったものの12月16日の古巣ナポリ戦で復帰した。

### キャリア晩年
出場停止が解けた後の2013年1月30日、古巣ジェノアへ14年半ぶりに復帰した。2014年9月1日、契約満了により退団した。
ジェノアを去ってからは無所属の状態が続いていたが、2014年12月31日にセリエDのSSローブル・シエーナへの加入が決定した。
2015-16シーズン限りでシエーナを退団すると、2017年3月30日に自身のFacebookにて現役引退を表明した。

## 人物
息子のマノロ・ポルタノーヴァはジェノアに、デニスはボローニャFCのプリマヴェーラにそれぞれ所属している。